# Lonely Dancin'
「Lonely Dancin」（ロンリー・ダンシン）は田中傑幸の1枚目のシングル。

## 内容
ダンサーである田中の歌手デビュー作はビーイングとのコラボレートを実現した。但し、唯一のアルバム「GOTCHA」に収録されていない。

## 収録曲
1. Lonely Dancin'
作詞：T-Party　作曲：織田哲郎　編曲：葉山たけし
2. CHANGE
作詞：小田佳奈子　作曲：多々納好夫　編曲：葉山たけし
3. Lonely Dancin' (inst.)